# Gar (arrondissement)
Gar Dzong, Chinees: Gar Xian is een arrondissement in de prefectuur Ngari in de Tibetaanse Autonome Regio, China.
De hoofdplaats is de grote gemeente Shiquanhe aan de rivier Gar Tsangpo, een zijrivier van de Sengge Tsangpo (Indus). In het arrondissement is de luchthaven Ngari Kunsha gelegen. Bij de opening in 2010 was dit het hoogst gelegen vliegveld ter wereld. Door Gar loopt de nationale weg G219.
Het heeft een oppervlakte van 18.087 km² en in 1999 telde het 12.114 inwoners. De gemiddelde jaarlijkse temperatuur is 0,1 °C en jaarlijks valt er gemiddeld 100 mm neerslag.